# Pin gris
Pinus banksiana
Espèce
Classification phylogénétique
Répartition géographique
Statut de conservation UICN

 LC  : Préoccupation mineure
Le  pin gris  (Pinus banksiana) est un arbre appartenant au genre Pinus et à la famille des Pinacées. On le trouve dans la forêt boréale en Amérique du Nord à l'est des Montagnes Rocheuses.
Il s'agit d'un arbre de taille moyenne pouvant atteindre de 9 à 22 m.
Cette espèce est très présente à partir du 49e parallèle et occupe une part très importante dans les productions forestières du nord du Québec (région de l'Abitibi Témiscamingue) avec l'épinette noire.
Dans l'extrême ouest de son aire de répartition, le pin gris s'hybride facilement avec le pin tordu (Pinus contorta), qui lui est étroitement apparenté. Le nom banksiana provient du botaniste anglais Joseph Banks. 
En français canadien, il est communément nommé cyprès, bien qu'il n'appartienne pas à la famille des vrais cyprès.
La Paruline de Kirtland (Dendroica kirtlandii), un petit oiseau de la famille des Parulidae et actuellement considéré comme quasi menacé, dépend en grande partie du pin gris pour sa reproduction. Il est dans la répartition géographique.

## Description

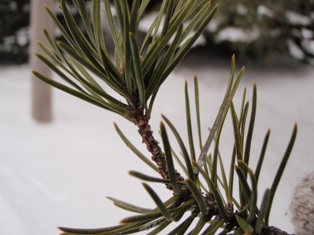
Feuille

Écorce mince, brun rougeâtre à gris, puis brun foncé, écailleuse et marquée de sillons irréguliers.
Rameau glabre, vert jaunâtre.
Feuille : aiguilles jumelées (long. 2-5cm) torses, écartées, pointues, à section hémicycle et vert jaunâtre pâle.

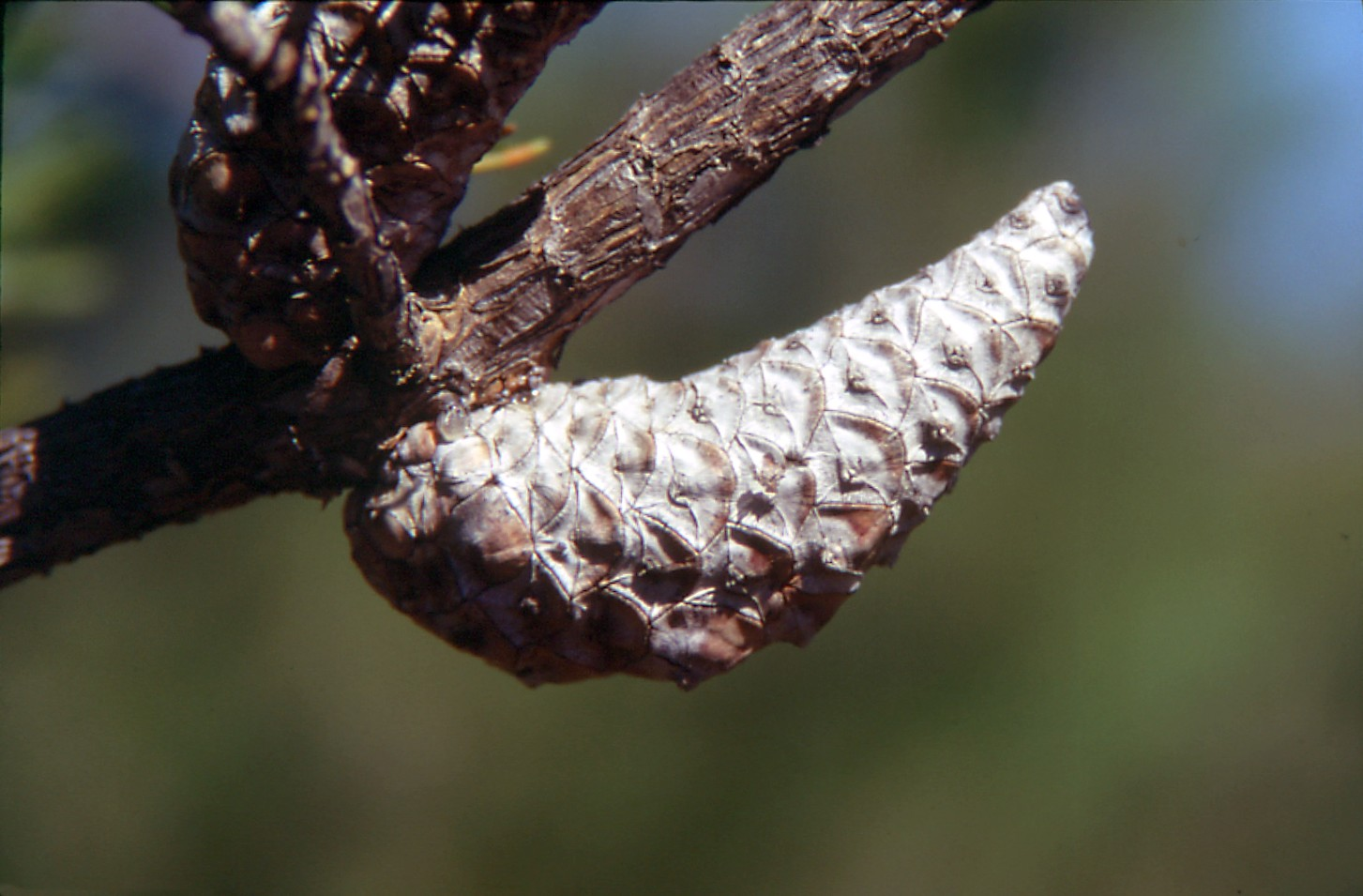
Fruit

Fruit : cône oblong ou conique, droit ou recourbé, asymétrique, souvent par deux, pointant vers le bout des branches ; formé en septembre de la deuxième année, persistant sur l'arbre 10-15 ans, lisses et souvent couverts de mousses, lichens et algues.

## Ennemis
À la suite des ravages sur les Pins de Murray (Pinus contorta), le Dendroctone du pin (Dendroctonus ponderosae) semble désormais s'attaquer aux populations de Pins gris de la forêt boréale nord-américaine.